# HD89890
HD89890 — хімічно пекулярна зоря спектрального класу B9, що має видиму зоряну величину в смузі V приблизно  8,2.
Вона  розташована на відстані близько 1393,8 світлових років від Сонця.